# P18 (groupe)
Pour les articles homonymes, voir P18.
P18 est un groupe musical franco-cubain, formé par Thomas « Tom » Darnal, claviériste et ancien membre du groupe français Mano Negra.

## Histoire
Le nom du groupe provient de la lettre « P » pour Paris et Patchanka, et du chiffre « 18 » pour le 18e arrondissement de Paris,. Vers 1992, la Mano Negra entame la tournée Cargo 923 sur le continent sud-américain, tournée au cours de laquelle Tom Darnal rencontre Barbaro Teuntor, trompettiste du groupe cubain Sierra Maestra.. Quatre ans plus tard, en 1996, après la dissolution de la Mano Negra, Darnal et Teuntor décident de monter un nouveau groupe avec d'autres musiciens, qu'ils appellent P18 Urban Cuban.
C'est également à cette époque que Darnal s'installe à La Havane, à Cuba, où il vivra pendant trois ans, période pendant laquelle il se consacrera, avec d'autres musiciens locaux, à définir le son du nouveau groupe, optant pour la rumba cubaine mélangée à des touches de musique électronique. De la même manière, ces 3 années de travail seront mises à profit pour parfaire cette première orientation du son choisi, ainsi que pour participer à de nombreux concerts et deux albums studio, dont le premier en 1999 s'intitule Urban Cuban. Trois années de travail qui serviront à perfectionner le son et de nombreux concerts où il aura la collaboration de deux autres anciens de la Mano Negra, Daniel Jamet et Philippe Teboul ; et ce n'est qu'en 2002 que le deuxième album studio Electropica verra le jour,,,.
En 2008, après 4 ans d'absence de la scène, P18 revient avec un nouvel album intitulé Viva P18.

## Membres
- Thomas Darnal : guitares, chant
- Ced Dura : chœurs
- Yamilka Cardoso Reynoldes : chœurs

## Discographie

### Albums studio
- 1999 : Urban Cuban (Tabata Tour)
- 2002 : Electropica (Tabata Tour)
- 2008 : Viva P18 (Tabata Tour)

### Collaborations
- 1998 : Rumours of War (Esan Ozenki, compilation)
- 1999 : Radical Mestizo (Revelde Discos, compilation)
- 2000 : Fuerza Vol. 1 (Virgin, compilation)
- 2001 : Fuerza Vol. 2 (Virgin, compilation)
- 2005 : Muevete Bien (Sabor Discos, compilation)